# James Bridie
James Bridie (3 de enero de 1888, Glasgow - 29 de enero de 1951, Edimburgo) fue el seudónimo utilizado por el famoso dramaturgo, guionista y médico escocés Osborne Henry Mavor. Eligió para su seudónimo al nombre de pila de su abuelo paterno y el apellido de soltera de su abuela.
Mavor fue a la escuela en la Academia de Glasgow y luego estudió medicina en la Universidad de Glasgow graduándose en 1913, posteriormente se convirtió en médico general, luego consultor médico y profesor después de servir como médico militar durante la Primera Guerra Mundial, haciendo servicio en Francia y Mesopotamia. Sus comedias tuvieron éxito en Londres, y se convirtió en escritor a tiempo completo en 1938. Regresó al ejército durante la Segunda Guerra Mundial, nuevamente como médico.
James Bridie fue el fundador del Citizens Theatre en Glasgow, en asociación con los fundadores el director artístico Dr. Tom Honeyman y el magnate del cine George Singleton, quien también creó el Cosmo, predecesor del actual Glasgow Film Theatre.
James Bridie fue el primer presidente del Consejo de las Artes en Escocia y también participó en el establecimiento del Festival de Edimburgo. [5] En 1950 fundó el Glasgow College of Dramatic Art, parte del Real Conservatorio de hoy.
Bridie colaboró con el director de cine Alfred Hitchcock a finales de la década de 1940, trabajando juntos en:
- The Paradine Case (1947)
- Under Capricorn (1949)[1]
- Stage Fright (1950).[1]

En 1923, se casó con Rona Locke Bremner (1897–1985). El matrimonio tuvo dos hijos, de los cuales uno murió en la Segunda Guerra Mundial. Y el otro, Ronald (1925–2007) siguió los pasos de su padre como médico y dramaturgo. Ronald se convirtió en crítico dramático de The Scotsman después de retirarse de la medicina, Director del Scottish Arts Council y Vicepresidente del Festival de Edimburgo. Fue Profesor de Arte Dramático y Jefe del Departamento de Drama de la Universidad de Saskatchewan y fue nombrado C.B.E. en 1971.
James Bridie murió en Edimburgo de un derrame cerebral y está enterrado en la Necrópolis Occidental de Glasgow. La Biblioteca Bridie de la Glasgow University Union lleva su nombre, al igual que la cena anual de Bridie que tiene lugar en la Unión cada diciembre.
La actriz Freya Mavor es su bisnieta.

## Obras
- Some Talk of Alexander (1926), libro, su experiencia como médico militar
- The Sunlight Sonata o To Meet the Seven Deadly Sins (1928) publicada bajo el seudónimo de Mary Henderson, dirigida por Tyrone Guthrie
- The Switchback (1929), con James Brandane
- What It Is to Be Young (1929)
- The Girl Who Did Not Want to Go to Kuala Lumpur (1930)
- The Pardoner's Tale (1930)
- Tobias and the Angel (1930)[12]
- The Amazed Evangelist (1931)
- The Anatomist (1931) (dramatización de los asesinatos de Burke y Hare)
- The Dancing Bear (1931)
- Jonah and the Whale (1932)
- A Sleeping Clergyman (1933)
- Marriage Is No Joke (1934)
- Colonel Witherspoon or The Fourth Way of Greatness (1934)
- Mary Reed (con Claude Gurney) (1934)
- The Tragic Muse (1934)
- The Black Eye (1935)
- Storm in a Teacup (Adaptation) (1936)  Basada en Sturm im Wasserglas de Bruno Frank
- Susannah and the Elders (1937)
- The King of Nowhere (1938)
- Babes in the Wood (1938)
- The Last Trump (1938)
- The Kitchen Comedy obra radiofónica, (1938)
- The Letter Box Rattles (1938)
- One Way of Living (1939) – Autobiografía[13]
- What Say They? (1939)
- The Sign of the Prophet Jonah obra radiofónica (1942) Adaptación de Jonah and the Whale
- The Dragon and the Dove o How the Hermit Abraham Fought the Devil for His Niece (1943)
- Jonah 3 (1942) Versión revisada de Jonah and the Whale
- Holy Isle (1942)
- A Change for the Worse 1943
- Mr. Bolfry 1943
- Tedious and Brief (1944)
- Lancelot 1945[14]
- Paradise Enow 1945
- The Pyrate's Den (1946) Sin publicar, escrita bajo el seudónimo de Archibald P. Kellock
- Gog and Magog 1948
- It Depends What You Mean 1949
- The Forrigan Reel Ballad opera 1949
- Dr. Angelus 1949
- John Knox 1949
- Daphne Laureola 1949[15]
- The Golden Legend of Shults 1949
- Mr. Gillie 1950[16]
- The Queen's Comedy 1950[17]
- Folly to be Wise 1952
- The Baikie Charivari or The Seven Prophets 1953
- Meeting at Night (With Archibald Batty) 1954
- (Adaptación) El pato silvestre. Basada en Vildanden de Henrik Ibsen
- (Adaptación) Liliom Basada en la obra homónima de Ferenc Molnár
- (Adaptación) Hedda Gabler de Henrik Ibsen
- (Adaptación) El misántropo Basada en Le Misanthrope de Molière